# Pedro Arnal Cavero
Pedro Arnal Cavero (Belver de Cinca, 12 de marzo de 1884, Zaragoza, 27 de abril de 1962) fue un escritor y maestro aragonés, conocido por sus escritos en aragonés somontanés y sus trabajos sobre la lengua, costumbres y tradiciones del Alto Aragón.

## Biografía
Aunque que nacido de Belver de Cinca, su familia se trasladó pocos meses después a Alquézar, donde fue destinado su padre, que era maestro. Estudió magisterio en Huesca y en Zaragoza, y después de aprobar las oposiciones, fue maestro en Artajona, Teruel, Santander y Zaragoza, donde dirigió los grupos escolares "Santa Marta", entre 1921 y 1929, y “Joaquín Costa”, desde 1929. Conoció las nuevas tendencias pedagógicas gracias a sus viajes al extranjero, y su trabajo docente fue bien reconocido. Fue parte, entre otras entidades, de la Institución Fernando el Católico, el Estudio de Filología de Aragón, Montañeros de Aragón, la Sociedad Aragonesa de Protección la los Animales y Plantas y del Sindicato de Iniciativa y Propaganda de Aragón y formó parte de la directiva del Real Zaragoza. Después de dedicar la vida la  enseñanza, se jubiló en 1954 y falleció en Zaragoza lo 27 de abril de 1962.

## Estudios sobre Aragón y el aragonés
Por haber crecido y vivir en Alquézar durante muchos años, Pedro Arnal Cavero fue un buen conocedor de la cultura tradicional aragonesa, la lengua aragonesa del Somontano, y las costumbres, tradiciones, cuentos, leyendas y refranes de los lugares del somontano. Aunque después vivió lejos de la zona de habla aragonesa, mantuvo el interés en su idioma y cultura.  Esta afición le llevó la recorrer el Alto Aragón y a divulgar su lengua y cultura, escribiendo sobre ella y explicándosela a sus alumnos de Zaragoza. En su honor la Diputación General de Aragón estableció el Premio Arnal Cavero a obras literarias en aragonés.